# Boris Karawajew
Boris Iwanowicz Karawajew (ros. Борис Иванович Караваев; ur. 1910, zm. 1978) – radziecki dyplomata.

## Życiorys
Członek WKP(b), od 1939 pracownik Ludowego Komisariatu/Ministerstwa Spraw Zagranicznych ZSRR, 1950-1953 radca Ambasady ZSRR w USA. Od 22 listopada 1955 do 13 października 1959 ambasador nadzwyczajny i pełnomocny ZSRR w Etiopii, 1959-1960 doradca Wydziału Państw Afrykańskich MSZ ZSRR, 1960-1966 zastępca kierownika, a 1966-1974 kierownik Wydziału II Afrykańskiego MSZ ZSRR.